# Georg Mehlis
Georg Mehlis (Hannover, 8 de març de 1878 – Friburg im Breisgau, 13 de novembre de 1942) va ser un filòsof neokantià alemany. Inicialment va ser un filòsof de la història, deixeble d'Heinrich Rickert, de l'anomenada Escola de Magburg.
Va editar (amb Richard Kroner) Logos, Internationale Zeitschrift für Philosophie der Kultur, a partir de 1910 (Logos era el títol de 1912), amb contribucions de moltes figures intel·lectuals alemanyes destacades; que va tenir un traducció italiana el 1914.
En la dècada de 1920 es va interessar pel misticisme (com es pot veure en la seua obra sobre el filòsof místico-platònic Plotí); i després va escriure llibres sobre el feixisme de Mussolinni. Les seues idees sobre l'estètica han estat recollides per Suzanne Langer.